# Kardinaler
För ämbetstiteln, se kardinal.
Kardinaler (Cardinalidae) är en familj med tättingar som lever i Nord- och Sydamerika.
Familjen består av robusta fåglar med kraftiga konformiga näbbar. De är fröätare men äter även frukt och insekter. De förknippas med öppna skogsmarker och häckar i träd. Könen har vanligtvis distinkta dräktskillnader och familjens trivialnamn kommer av den röda fjäderdräkt som hanen av typarten, röd kardinal (Cardinalis cardinalis) har och som påminner om en katolsk kardinals klädnad.
Precis som med många andra familjer av tättingar är taxonomin kring familjen kardinaler i förändring. Släkten som tidigare placerats i familjen har visat sig vara närmare besläktade med exempelvis tangaror (Thraupidae) och släkten som placerats i familjerna fältsparvar (Emberizidae), tangaror och skogssångare (Parulidae) har istället visat sig vara närmre besläktade med kardinaler.

## Släkten i familjen
Ordning och artantal efter IOC:
- Släkte Piranga – elva arter, tidigare i familjen tangaror
- Släkte Habia – rödkronad kardinal, tidigare i familjen tangaror
- Släkte Driophlox – fyra arter myrkardinaler, tidigare i Habia och i familjen tangaror
- Släkte Chlorothraupis – fyra arter, tidigare i familjen tangaror
- Släkte Pheucticus – sex arter
- Släkte Granatellus – tre till fem arter trastkardinaler, tidigare i familjen skogssångare
- Släkte Cardinalis – tre arter
- Släkte Caryothraustes – två arter
- Släkte Periporphyrus – två arter
- Släkte Amaurospiza – fyra arter, tidigare i familjen fältsparvar eller tangaror
- Släkte Spiza – dickcissel
- Släkte Cyanoloxia – fyra arter
- Släkte Cyanocompsa – koboltkardinal
- Släkte Passerina – sju arter

Tidigare inkluderas även följande släkten, numera placerade i familjen tangaror:
- Släkte Paroaria – sex arter
- Släkte Porphyrospiza – campostangara
- Släkte Saltator – 16 arter
- Släkte Parkerthraustes – gulskuldrad tangara

## Bildgalleri

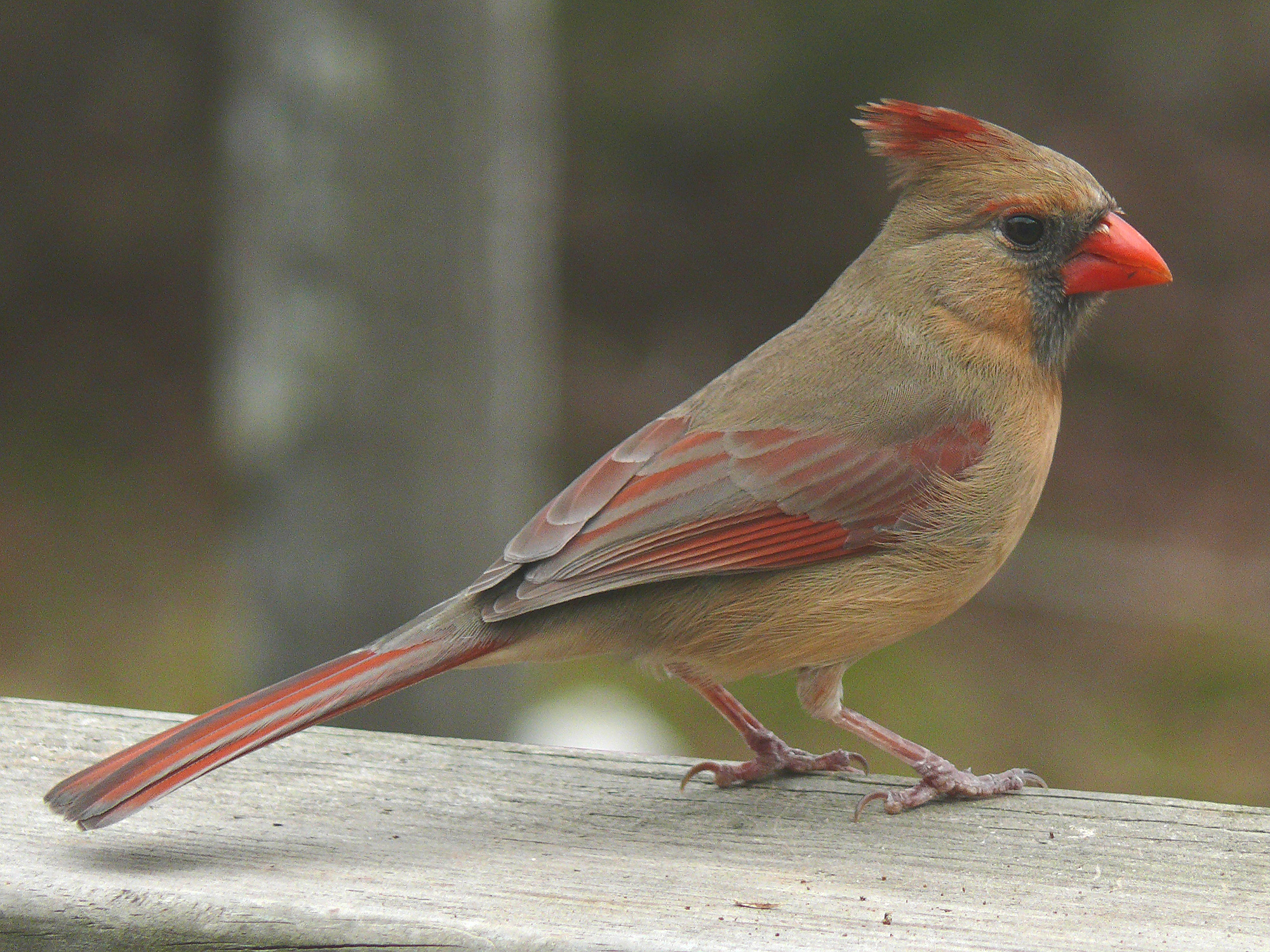
Röd kardinal, hona
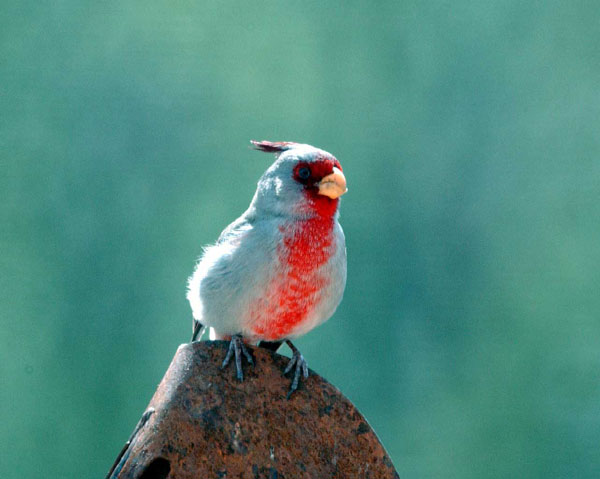
Ökenkardinal (Cardinalis sinuatus), hane
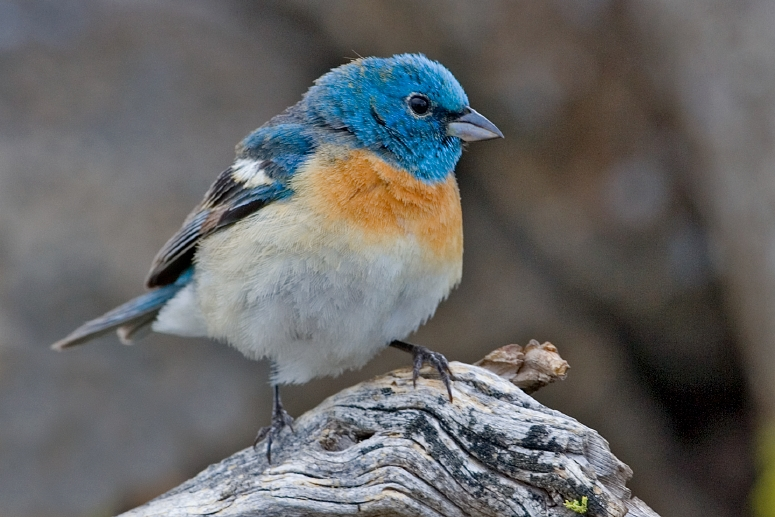
Lazulifink (Passerina amoena), hane
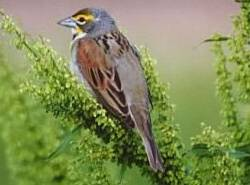
Dicksissel (Spiza americana)
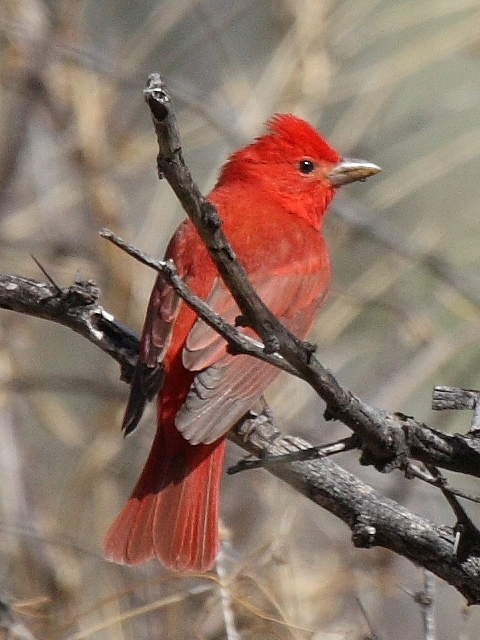
Sommarkardinal (Piranga rubra), hane